# 百年紀念公園 (悉尼)
百年紀念公園（英語：Centennial Park）是澳洲悉尼東部郊區的一個公園，位處摩爾公園與邦代匯之間，毗鄰蘭域和肯辛頓，佔地189 ha（470 acre），是悉尼市面積最大的公園。公園於2018年10月3日被列入澳洲國家遺產名錄。

## 外部連結
- 官方网站